# Kerschenbach (Gölsen)
Der Kerschenbach ist ein rechter Zufluss zur Gölsen in St. Veit an der Gölsen in Niederösterreich.
Der Kerschenbach entspringt im Talschluss im Norden von Kerschenbach und fließt von dort nach Südwesten ab, wo er neben zahlreichen kleinen Bächen den von rechts kommenden Maierhofgraben und auf seinem weiteren Lauf nach St. Veit zusätzliche Zubringer, darunter knapp von St. Veit den beim Gut Sonnhof hervorquellenden Sonnhofgraben aufnimmt, bevor er beim östlichen Ortsende von St. Veit, gegenüber von Kropfsdorf in die Gölsen abfließt.
Sein Einzugsgebiet umfasst 10,0 km² in teilweise bewaldeter Landschaft.
Erstmals schriftlich erwähnt wird der Bach um 1124 (Cherspeimespach). Der Name (mhd. *Kers-böüme-bach) bedeutet 'Bach an dem Kirschbäume stehen'.